# Голубок бурий
Голубок бурий (Geotrygon montana) — вид голубоподібних птахів родини голубових (Columbidae). Мешкає в Мексиці, Центральній і Південній Америці та на Карибах.

## Опис
Довжина птаха становить 19-28 см, вага 77-152 г. Довжина крила становить 13,2–14,8 см, довжина хвоста 5,2–5,7 см, довжина дзьоба 13–14 мм, довжина цівки 21-29 мм, розмах крил 33-38 см. Виду притаманний статевий диморфізм. 
У самців лоб іржасто-рудий або рудувато-коричневий, тім'я і шия мають пурпуровий відблиск. Шия, спина, плечі, надхвістя і стернові пера рудувато-коричневі з пурпуровим відблиском. Покривні пера крил більш блискучі, махові пера коричнюваті, тьмяні. Підборіддя і горло охристі, на щоках бліді охристі смуги. обличчя, шия і груди жовтувато-рожеві, живіт, боки і покривні пера хвоста рожевуваті. Нижні покривні пера хвоста тьмяно-коричневі, хвіст має округлу форму. райдужки оранжеві або жовті, навколо очей плями червоної шкіри. Дзьоб червонуватий, на кінці більш темний, лапи червоні. 
Самиці мають більш яскраве забарвлення, верхня частина тіла у них оливково-коричнева, відблиск на ній відсутній. Лоб попелястий, тім'я коричневі або темно-зеленувато-коричневі, смуги на щоках менш помітні. Шия і обличчя охристі, груди і боки оливково-коричневі, живіт коричневий. Забарвлення молодих птахів подібне до забарвлення самиць Представники підвиду G. m. martinica мають більші розміри, ніж представники номінативного підвиду.

## Таксономія
В першій половині 18-го століття бурий голубок був описаний і проілюстрований низкою натуралістів, зокрема Джоном Реєм у 1713 році, Гансом Слоуном у 1725 році і Джорджем Едвардсом у 1743 році. Коли у 1758 році шведський натураліст Карл Лінней випустив десяте видання його праці "Systema Naturae", він помістив бурого голубка разом з іншими голубами в рід Голуб (Columba). Він придумав для нього біномінальну назву Columba montana і процитував більш ранніх авторів. Пізніше бурого голубка було переведено до роду Голубок (Geotrygon).

### Підвиди
Виділяють два підвиди:
- G. m. martinica (Linnaeus, 1766) — Малі Антильські острови;
- G. m. montana (Linnaeus, 1758) — від Мексики до північно-східної Аргентини, Великі Зондські острови і острів Тринідад.

## Поширення і екологія
Бурі голубки живуть в підліску вологих рівнинних і гірських тропічних лісів, сухих тропічних лісів, на плантаціях. Віддають перевагу густим лісам з товстим шаром лісової підстилки. Зустрічаються поодинці або парами, на висоті до 2600 м над рівнем моря. Живляться насінням, дрібними плодами, червами, комахами та їх личинками, жуками і равликами, яких шукають на землі. Сезон розмноження різниться в залежності від регіону, зокрема на Тринідаді він триває з лютого по липень, а в Перу і Болівії з серпня по грудень. Гніздо являє собою платформу з гілочок, встелену корінцями і сухим листям, розміщується на сухому пні, на горизонтальній гілці дерева, на ліані або в підліску, зазвичай на висоті до 150 см над землею. В кладці 1-2 охристих яйця. Інкубаційний період триває 10-11 днів, пташенята покидають гніздо через 10 днів після вилуплення, що є досить коротким терміном для птахів подібного розміру. За пташенятами доглядають і самиці, і самці.